# Thyolo
Thyolo – miasto w południowym Malawi, w Regionie Południowym. Według danych na rok 2018 liczyło ponad 7,8 tys. mieszkańców.